# Suburbio interior

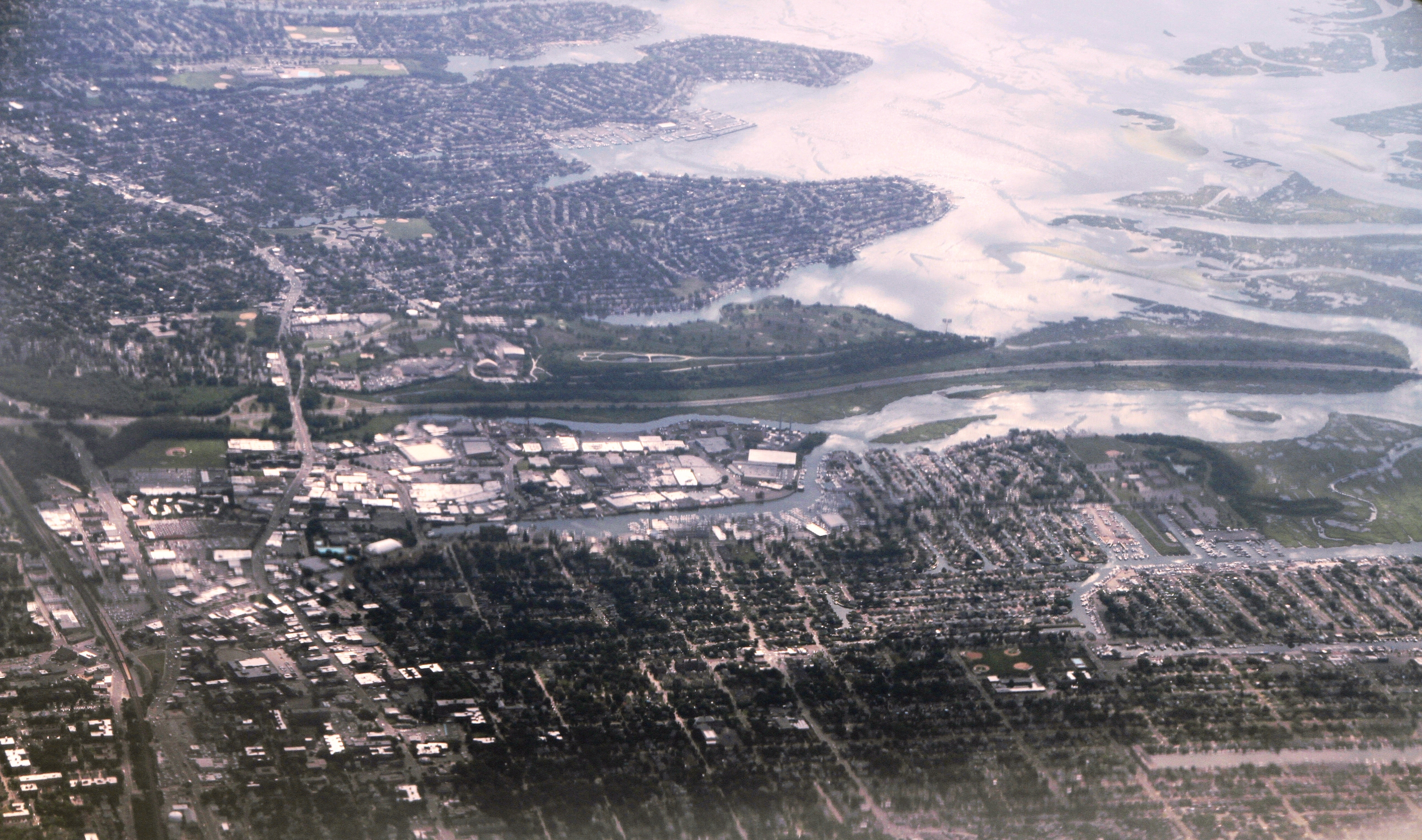
Vista aérea desde la zona costera del oeste de Long Island, Nueva York.

Suburbio interior es un término que se utiliza para una variedad de comunidades suburbanas que generalmente están muy próximas al centro de una gran ciudad. Su densidad urbana es menor que en el interior de la ciudad o en el distrito central de negocios, pero mayor que en la periferia rural-urbana de la ciudad, o en los suburbios externos.
En los países de la Commonwealth (especialmente en Australia y en Nueva Zelanda), los suburbios interiores son la parte de la zona urbana que constituye la zona de transición, ubicadas fuera del distrito central de negocios, así como de la zona tradicionalmente de clase trabajadora. Los suburbios de las grandes ciudades son los más antiguos y con frecuencia las áreas residenciales de la ciudad con mayor densidad. Suelen presentar un alto nivel de desarrollo de uso mixto. Tradicionalmente, en los suburbios interiores ha vivido la clase trabajadora pero, dado que los trabajos de manufactura se han desplazado a la periferia de las ciudades, muchos suburbios interiores se han aburguesado.
En los Estados Unidos, los suburbios interiores (a veces conocido como suburbios "de primer anillo") son las comunidades más antiguas y más pobladas de una zona metropolitana que experimentaron la expansión urbana antes del baby boom posterior a la Segunda Guerra Mundial, por lo que son significativamente anteriores a las de sus contrapartes suburbanas exteriores o extraurbanas.
La profesora Bernadette Hanlon define los suburbios del anillo interior como "suburbios contiguos adyacentes entre sí y al centro de la ciudad, donde más de la mitad del parque de viviendas se construyó antes de 1969".